# Hetaerina mortua
Hetaerina mortua – gatunek ważki z rodziny świteziankowatych (Calopterygidae). Występuje na terenie Ameryki Południowej.